# Örskällan
Örskällan is een plaats in de gemeente Uppsala in het landschap Uppland en de provincie Uppsala län in Zweden. De plaats heeft 108 inwoners (2005) en een oppervlakte van 57 hectare.